# Jōji Katō
Jōji Katō (n. 6 februarie 1985, Yamagata, Japonia) este un patinator de viteză ce a reprezentat Japonia, medaliat olimpic. A participat la 3 ediții ale Jocurilor Olimpice (2006, 2010, 2014) în care a câștigat o medalie de aur.